# ТЕС Монте-Крісто
2°45′42″ пн. ш. 60°43′32″ зх. д. / 2.76167° пн. ш. 60.72556° зх. д.
ТЕС Монте-Крісто – теплова електростанція на півночі Бразилії у штаті Рорайма.
Станом на 2010-ті роки у Рораймі діяла ізольована енергосистема, яка, втім, отримувала електроенергію із сусідньої Венесуели. Поглиблення економічної кризи в останній призвело до перебоїв у забезпеченні Рорайми, тому були вжиті екстрені заходи по створенню тут власних генеруючих потужностей. Станом на 2014 рік на ТЕС Монте-Крісто діяли 28 генераторних установок на основі двигунів внутрішнього згоряння потужністю по 1,048 МВт (разом 29,3 МВт). Ця черга також відома як Monte Cristo Bloco II.
В 2015-му на майданчику станції почалось встановлення більш потужних генераторних установок Caterpillar C 157-20 з показниками по 3,15 МВт (черга, відома як Monte Cristo Bloco І). Після запуску 34 таких установок (загальна потужність 107 МВт) менш потужні генератори Monte Cristo Bloco II демобілізували (не пізніше весни 2017-го). У підсумку в 2017-му додали ще 10 установок Caterpillar C 157-20, що довело загальний показник ТЕС до 138,6 МВт.
Як паливо станція споживає нафтопродукти.
Видача продукції відбувається по ЛЕП, розрахованій на роботу під напругою 69 кВ.
Можливо відзначити, що наразі у Рораймі ведеться спорудження парогазової ТЕС Jaguatirica II, розрахованої на споживання природного газу. Після її запуску на початку 2020-х розраховують суттєво скоротити використання генеруючих потужностей, які споживають нафтопродукти.